# Janusz Jankowiak
Janusz Wojciech Jankowiak (ur. 1957) – polski ekonomista, publicysta, współpracownik prasy drugiego obiegu w okresie PRL.

## Życiorys
Ukończył studia na Wydziale Handlu Zagranicznego Szkoły Głównej Planowania i Statystyki w Warszawie, był doktorantem w Instytucie Nauk Ekonomicznych Polskiej Akademii Nauk, a także stypendystą Fundacji Kościuszkowskiej i Komisji Europejskiej. W latach 80. związany z wydawnictwami podziemnymi. W różnych okresach wchodził w skład redakcji „Wezwania”, „21” i „Krytyki”. Jego artykułu poświęcone ekonomii drukowały także m.in. „Przegląd Wiadomości Agencyjnych” i lubelski „Miesięcznik”.
W latach 90. współpracował z Centrum Analiz Społeczno-Ekonomicznych. Od 1995 do 1997 pełnił funkcję redaktora naczelnego „Gazety Bankowej”. Jest współzałożycielem Polskiego Stowarzyszenia Ekonomistów Biznesu. Od 2000 do 2006 pozostawał związany z przedsiębiorstwami sektora bankowego, został głównym ekonomistą w Westdeutsche Landesbanku, a w 2001 objął tożsame stanowisko w BRE Banku. Pełnił funkcję doradcy wicepremiera Jerzego Hausnera i premiera Donalda Tuska. Został przewodniczącym rady nadzorczej domu maklerskiego NWAI i współpracownikiem instytutów ekonomicznych. W 2006 założył prywatną firmę doradczą pod nazwą JJ Consulting.
W 2011 prezydent Bronisław Komorowski odznaczył go Krzyżem Kawalerskim Orderu Odrodzenia Polski.